# Marius Corbett
Marius Corbett (Potchefstroom, 26 de setembro de 1975) é um antigo atleta sul-africano, especialista em lançamento do dardo, que foi Campeão Mundial em 1997.
Logo na sua primeira grande competição internacional, Corbett arrebata a medalha de ouro nos Campeonatos Mundiais de Juniores de 1994, disputados em Lisboa, com um grande lançamento medido a 77.98 m. 
Em 1997, assina o maior sucesso da sua carreira, ao vencer surpreendentemente a prova de dardo dos Campeonatos Mundiais de Atenas, com  a marca de 88.40 m, melhorando 4.50 m em relação ao seu anterior recorde pessoal. No ano seguinte vence os Campeonatos de África e os Jogos da Commonwealth, competição na qual Corbett melhora o recorde de África com 88.75 m, marca que viria a ser a melhor da sua carreira.
Foi cinco vezes campeão sul-africano de lançamento do dardo, entre 1997 e 2001.